# Ceratocranum
Ceratocranum is een geslacht van wantsen uit de familie van de Scutelleridae (Pantserwantsen). Het geslacht werd voor het eerst wetenschappelijk beschreven door Odo Reuter in 1890.

## Soorten
Het genus is monotypisch en bevat alleen de volgende soort:

- Ceratocranum caucasicum (Jakovlev, 1879)